# Christopher Carley
Christopher Murphy Carley (Suffern, 31 maggio 1978) è un attore statunitense, il suo ruolo più conosciuto finora, è sicuramente quello di Padre Janovich in Gran Torino accanto a Clint Eastwood.

## Biografia
Figlio di un poliziotto, l'attore newyorkese è apparso in molte famose serie tv tra cui Law & Order - Unità vittime speciali (1999); I Soprano, Dr. House - Medical Division nel 2006 e CSI: NY (2012).

## Filmografia

### Cinema

#### Cortometraggi
- Agent Orange, regia di Tony Scott (2004)
- Gnome, regia di Jenny Bicks (2005)
- Anna on the Neck, regia di Gary Upton Schwartz (2005)
- Subs, regia di Jason Priestley (2007)

#### Lungometraggi
- Colin Fitz, regia di Robert Bella (1997)
- Main Road, regia di Richard Mover (2003)
- La mia vita a Garden State, regia di Zach Braff (2004)
- Backseat, regia di Bruce Van Dusen (2005)
- Homecoming, regia di Jonathan Betzler (2005)
- Leoni per agnelli, regia di Robert Redford (2007)
- AmericanEast, regia di Hesham Issawi (2008)
- Gran Torino, regia di Clint Eastwood (2008)
- Miss Nobody, regia di Tim Cox (2010)

### Televisione
- Law & Order - Unità vittime speciali (Law & Order: Special Victims Unit) - serie TV, 1 episodio (1999)
- Ed - serie TV, 1 episodio (2000)
- Numb3rs - serie TV, 1 episodio (2005)
- I Soprano (The Sopranos) - serie TV, 1 episodio (2006)
- Campus Ladies - serie TV, 1 episodio (2006)
- Dr. House - Medical Division (House, M.D.) – serie TV, episodio 2x23 (2006)
- Studio 60 on the Sunset Strip - serie TV, 1 episodio (2006)
- Veronica Mars - serie TV, 1 episodio (2007)
- CSI: NY - serie TV, 2 episodi (2012)
- Ro - serie TV, 3 episodi (2012)
- The Crazy Ones - serie TV, 1 episodio (2014)

## Doppiatori italiani
Nelle versioni in italiano delle opere in cui ha recitato, Christopher Carley è stato doppiato da:
- Gianfranco Miranda in Dr. House - Medical Division, Gran Torino
- Paolo De Santis in Leoni per agnelli
- Stefano De Filippis in Veronica Mars
- Dimitri Winter in Blue Bloods